# Atollo Raa
L'atollo Raa è un atollo delle Maldive. Il capoluogo dell'atollo è Ungoofaaru. L'isola è stata strappata al mare fino al bordo del reef allo scopo di fornire terreno per attività economiche e sociali alla popolazione crescente.
La principale località turistica dell'Atollo raa è Meedhupparu.

## Isole abitate
- Alifushi
- Angolhitheemu
- Fainu
- Hulhudhuffaaru
- Inguraidhoo
- Innamaadhoo
- Kandholhudhoo
- Kinolhas
- Maakurathu
- Maduvvaree
- Meedhoo
- Rashgetheemu
- Rasmaadhoo
- Ungoofaaru
- Vaadhoo